# John C. Hartigan
John Christopher Hartigan (1º giugno 1957 – 7 novembre 2024) è stato un effettista statunitense, specializzato nella lavorazione di effetti speciali digitali in campo cinematografico e televisivo.

## Filmografia
- China Blue, regia di Ken Russell (1984)
- Assassinio sul ponte di Londra (Bridge Across Time), regia di E.W. Swackhamer (film TV) (1985)
- Foxtrap, regia di Fred Williamson (1986)
- Jake Speed, regia di Andrew Lane (1986)
- Corsa al passato (Thrashin'), regia di David Winters (1986)
- Bersaglio numero uno (Number One with a Bullet), regia di Jack Smight (1987)
- Going Bananas, regia di Boaz Davidson (1987)
- Un'aliena al centro della terra (Alien from L.A.), regia di Albert Pyun (1988)
- 2020: il grande inganno (Rising Storm), regia di Francis Schaeffer (1989)
- Journey to the Center of the Earth, regia di Rusty Lemorande, Albert Pyun (1989)
- The Washing Machine Man, regia di Dean Pitchford (cortometraggio TV) (1991)
- Curse of the Crystal Eye, regia di Joe Tornatore (1991)
- Nightmare VI: La fine (Freddy's Dead: The Final Nightmare), regia di Rachel Talalay (1991)
- Motorama, regia di Barry Shils (1991)
- Shot Gun - Insieme a ogni costo (Into the Sun), regia di Fritz Kiersch (1992)
- Invasion of Privacy, regia di Kevin Meyer (1992)
- I protagonisti (The Player), regia di Robert Altman (1992)
- Guncrazy, regia di Tamra Davis (1992)
- The Water Engine, regia di Steven Schachter (film TV) (1992)
- Magia sulla spiaggia (Miracle Beach), regia di Skott Snider (1992)
- The Heart of Justice, regia di Bruno Barreto (film TV) (1992)
- Samantha - Il sorriso della vita (Samantha), regia di Stephen La Rocque (1992)
- I moschettieri del 2000 (Ring of the Musketeers), regia di John Paragon (film TV) - non accreditato (1992)
- Distant Justice), regia di Tôru Murakawa (1992)
- Telefono caldo (Sexual Response), regia di Yaky Yosha (film TV) (1992)
- Blue Flame, regia di Cassian Elwes (1993)
- The Hit List, regia di William Webb (1993)
- Cooperstown, regia di Charles Haid (film TV) (1993)
- Vittime innocenti (Tainted Blood), regia di Matthew Patrick (film TV) (1993)
- CB4, regia di Tamra Davis (1993)
- Profeta del male (Prophet of Evil: The Ervil LeBaron Story), regia di Jud Taylor (film TV) (1993)
- Monolith, regia di John Eyres (1993)
- Betrayal of the Dove Poster), regia di Strathford Hamilton (1993)
- Percy & Thunder, regia di Ivan Dixon (film TV) (1993)
- Quick, regia di Rick King (1993)
- Snapdragon - Il fiore che uccide (Snapdragon), regia di Worth Keeter (1993)
- Per amore e per vendetta (Love, Cheat & Steal), regia di William Curran (1993)
- Betrayed by Love, regia di John Power (film TV) (1994)
- Jailbait, regia di Rafal Zielinski (1994)
- Il silenzio dei prosciutti, regia di Ezio Greggio (1994)
- Every Breath, regia di Steve Bing (1994)
- Leprechaun 2, regia di Rodman Flender (1994)
- Bad Girls, regia di Jonathan Kaplan (1994)
- Last Resort, regia di Rafal Zielinski (1994)
- L'ultima seduzione (The Last Seduction), regia di John Dahl (1994)
- Il distintivo di vetro (The Glass Shield), regia di Charles Burnett (1994)
- Sole rosso sangue (Red Sun Rising), regia di Francis Megahy (1994)
- Sbarre d'acciaio 2 (Cage II), regia di Lang Elliott (1994)
- The Darkening, regia di William Mesa (1995)
- Deep Down, regia di John Travers (1995)
- The Demolitionist, regia di Robert Kurtzman (1995)
- Candyman II - Inferno nello specchio (Candyman: Farewell to the Flesh), regia di Bill Condon (1995)
- The Stranger, regia di Fritz Kiersch (1995)
- Fist of the North Star, regia di Tony Randel (1995)
- Till the End of the Night, regia di Larry Brand (1995)
- Fino alla fine (No Way Back), regia di Frank A. Cappello (1995)
- Cosa fare a Denver quando sei morto (Things To Do In Denver When You're Dead), regia di Gary Fleder (1995)
- Galaxis, regia di William Mesa (1995)
- Suspect Device, regia di Rick Jacobson (film TV) (1995)
- The Heidi Chronicles, regia di Paul Bogart (film TV) (1995)
- Temptress, regia di Lawrence Lanoff (1995)
- Voodoo, regia di René Eram (1995)
- Dunston - Licenza di ridere (Dunston Cheks In), regia di Ken Kwapis (1996)
- Subterfuge, regia di Herb Freed (1996)
- Hellraiser - La stirpe maledetta (Hellraiser: Bloodline), regia di Kevin Yagher, Alan Smithee (1996)
- Deadly Web, regia di Jorge Montesi (film TV) (1996)
- It Came from Outer Space II, regia di Roger Duchowny (film TV) (1996)
- Red Ribbon Blues, regia di Charles Winkler (1996)
- Non guardare indietro (Don't Look Back), regia di Geoff Murphy (film TV) (1996)
- La grazia nel cuore (Grace of My Heart), regia di Allison Anders (1996)
- Randagi (American Strays), regia di Michael Covert (1996)
- Little Witches, regia di Jane Simpson (1996)
- Retroactive, regia di Louis Morneau (1997)
- Vite bruciate (In the Line of Duty: Blaze of Glory), regia di Dick Lowry (film TV) (1997)
- Piacere, Wally Sparks (Meet Wally Sparks), regia di Peter Baldwin (1997)
- Uncle Sam, regia di William Lustig (1997)
- DNA. Una storia che non doveva accadere (DNA), regia di William Mesa (1997)
- Asylum, regia di James Seale (1997)
- When Time Expires, regia di David Bourla (film TV) (1997)
- Amnesia, regia di Kurt Voß (1997)
- Con l'acqua alla gola (Dead Tides), regia di Serge Rodnunsky (1997)
- Suicide Kings, regia di Peter O'Fallon (1997)
- Mars, regia di Jon Hess (1997)
- Istinti criminali (Gang Related), regia di Jim Kouf (1997)
- T.N.T. - Missione esplosiva (T.N.T.), regia di Robert Radler (1997)
- Caccia al testimone (Acts of Betrayal), regia di Steven Hartov, Patrick Highsmith (1997)
- Alone, regia di Michael Lindsay-Hogg (film TV) (1997)
- Santa Monica: A Community of Caring, regia di Donna Keegan, Tena Psyche Yatroussis (documentario TV) (1997)
- Legion, regia di Jon Hess (film TV) (1998)
- Thanks of a Grateful Nation, regia di Rod Holcomb (film TV) (1998)
- Halloween - 20 anni dopo (Halloween H20: 20 Years Later), regia di Steve Miner (1998)
- Benvenuta in Paradiso (How Stella Got Her Groove Back), regia di Kevin Rodney Sullivan (1998)
- Blade, regia di Stephen Norrington (1998)
- The Hunted, regia di Max Kleven (1998)
- Mr. Murder, regia di Dick Lowry (film TV) (1998)
- Inferno a Los Angeles (Inferno), regia di Ian Barry (film TV) (1998)
- Gli infiltrati (The Mod Squad), regia di Scott Silver (1999)
- Supreme Sanction, regia di John Terlesky (film TV) (1999)
- Mai stata baciata (Never Been Kissed), regia di Raja Gosnell (1999)
- Justice, regia di Jack Ersgard (film TV) (1999)
- Triplo inganno (Made Men), regia di Louis Morneau (1999)
- American Beauty, regia di Sam Mendes (1999)
- Bad City Blues, regia di Michael Stevens (1999)
- Un poliziotto a quattro zampe 2 (K-911), regia di Charles T. Kanganis (1999)
- Rischio mortale (Chain of Command), regia di John Terlesky (2000)
- Game Day, regia di Marshall V. Davidson (2000)
- Chi ha ucciso la signora Dearly (Drowning Mona), regia di Nick Gomez (2000)
- The David Cassidy Story, regia di Jack Bender (2000)
- La profezia (The Prophecy III: The Ascent), regia di Patrick Lussier (2000)
- Per una sola estate (Here on Earth), regia di Mark Piznarski (2000)
- Perfect Game, regia di Dan Guntzelman (2000)
- Geppetto, regia di Tom Moore (2000)
- Una valigia a quattro zampe (More Dogs Than Bones), regia di Michael Browning (2000)
- The Last Producer, regia di Burt Reynolds (2000)
- Hellraiser 5: Inferno (Hellraiser: Inferno), regia di Scott Derrickson (2000)
- Brother, regia di Takeshi Kitano (2000)
- The Amati Girls, regia di Anne De Salvo (2000)
- Jack Frost 2: Revenge of the Mutant Killer Snowman Poster, regia di Michael Cooney (2000)
- She's No Angel, regia di Rachel Feldman (film TV) (2001)
- Amori in città... e tradimenti in campagna (Town & Country), regia di Peter Chelsom (2001)
- Follow the Stars Home, regia di Dick Lowry (film TV) (2001)
- Radio Killer (Joy Ride), regia di John Dahl (2001)
- Zoolander, regia di Ben Stiller (2001)
- Max Keeble's Big Movie, regia di Tim Hill - non accreditato (2001)
- Una vita... "quasi" perfetta (Facing the Enemy), regia di Robert Malenfant (2001)
- Non è un'altra stupida commedia americana (Not Another Teen Movie), regia di Joel Gallen (2001)
- King Rikki, regia di James Gavin Bedford (2002)
- Interview with the Assassins, regia di Neil Burger (2002)
- Il mistero di Loch Ness (Beneath Loch Ness), regia di Chuck Comisky (2002)
- Auto Focus, regia di Paul Schrader (2002)
- Essence of Echoes, regia di Dustin Rikert (2002)
- Beat the Devil, regia di Tony Scott (cortometraggio) (2002)
- Hot Chick - Una bionda esplosiva (The Hot Chick), regia di Tom Brady (2002)
- Prova a prendermi (Catch Me If You Can), regia di Steven Spielberg (2002)
- Prigioniera di un incubo (Devil's Pond), regia di Joel Viertel (2003)
- King of the Ants, regia di Stuart Gordon (2003)
- Tracey Ullman in the Trailer Tales, regia di Tracey Ullman (film TV) (2003)
- How to Get the Man's Foot Outta Your Ass, regia di Mario Van Peebles (2003)
- La giuria (Runaway Jury), regia di Gary Fleder - non accreditato (2003)
- Kill Bill: Volume 1, regia di Quentin Tarantino (2003)
- Fidanzata in prestito (Love Don't Cost a Thing), regia di Troy Bailey (2003)
- Dragnet (serie TV, 2 episodi) (2003-2004)
- 50 volte il primo bacio (50 First Dates), regia di Peter Segal (2004)
- La ragazza della porta accanto (The Girl Next Door), regia di Luke Greenfield (2004)
- Kill Bill: Volume 2, regia di Quentin Tarantino (2004)
- Cinderella Story (A Cinderella Story), regia di Mark Rosman (2004)
- Una teenager alla Casa Bianca (First Daughter), regia di Forest Whitaker (2004)
- In Good Company, regia di Paul Weitz (2004)
- Rancid, regia di Jack Ersgard (2004)
- Deadwood (serie TV, 24 episodi) (2004-2005)
- La casa del diavolo (The Devil's Rejects), regia di Rob Zombie (2005)
- L'altra sporca ultima meta (The Longest Yard), regia di Peter Segal (2005)
- Havoc - Fuori controllo (Havoc), regia di Barbara Kopple (2005)
- 2 single a nozze - Wedding Crashers (Wedding Crashers), regia di David Dobkin (2005)
- Bad News Bears - Che botte se incontri gli Orsi (Bad News Bears), regia di Richard Linklater (2005)
- Over There (serie TV, 1 episodio) (2005)
- In Her Shoes - Se fossi lei (In Her Shoes), regia di Curtis Hanson (2005)
- Sleeper Cell (serie TV, 9 episodi) (2005)
- Cocco di nonna (Grandma's Boy), regia di Nicholaus Goossen (2006)
- Something New, regia di Sanaa Hamri (2006)
- American Dreamz, regia di Paul Weitz (2006)
- Cambia la tua vita con un click (Click), regia di Frank Coraci (2006)
- Rocky Balboa, regia di Sylvester Stallone (2006)
- John from Cincinnati (serie TV) (2007)
- Reign Over Me, regia di Mike Binder (2007)
- Vacancy, regia di Nimród Antal (2007)
- Le regole del gioco (Lucky You), regia di Curtis Hanson (2007)
- Room 401 (serie TV, 1 episodio) (2007)
- Il peggior allenatore del mondo (The Comebacks), regia di Tom Brady (2007)
- Ben 10 - Corsa contro il tempo (Ben 10: Race Against Time), regia di Alex Winter (film TV) (2007)
- La guerra di Charlie Wilson (Charlie Wilson's War), regia di Mike Nichols (2007)
- Gioco letale (Backwoods), regia di Marty Weiss (film TV) (2008)
- Strange Wilderness, regia di Fred Wolf (2008)
- Killer Pad, regia di Robert Englund (2008)
- Columbus Day, regia di Charles Burmeister (2008)
- Zohan - Tutte le donne vengono al pettine (You Don't Mess with the Zohan), regia di Dennis Dugan (2008)
- La coniglietta di casa (The House Bunny), regia di Fred Wolf (2008)
- La terrazza sul lago (Lakeview Terrace), regia di Neil LaBute (2008)
- Mostly Ghostly, regia di Richard Correll (2008)
- Merry Christmas, Drake & Josh, regia di Michael Grossman (film TV) (2008)
- Spring Breakdown, regia di Ryan Shiraki (2009)
- The Slammin' Salmon, regia di Kevin Heffernan (2009)
- Super Capers, regia di Ray Griggs (2009)
- Angel of Death, regia di Paul Etheredge (2009)
- Lie to Me Season 1: The Truth About 'Lie to Me' (cortometraggio) (2009)
- Dexter (serie TV, 4 episodi) (2009)
- Saving Grace (serie TV, 11 episodi) (2009-2010)
- Hung - Ragazzo squillo (Hung) (serie TV, 15 episodi) (2009-2010)
- Il mio nome è Khan (My Name Is Khan), regia di Karan Johar (2010)
- And Man Created Dog, regia di Pierre de Lespinois (documentario TV) (2010)
- It's Effin' Science (serie TV, 6 episodi) (2010)
- The Last Godfather, regia di Hyung-rae Shim (2010)
- Untitled Burr and Hart Project, regia di Reginald Hudlin (film TV) (2011)
- Amici, amanti e... (No Strings Attached), regia di Ivan Reitman (2011)
- Atlas Shrugged: Part I, regia di Paul Johansson (2011)